# 레이첼 길슨
레이첼 길슨(Rachel Gilson)은 미국의 기독교인 저자이다. 그녀는 현재 사우스이스턴 침례 신학교에서 박사 과정을 밟고 있다.
길슨은 2020년 출판된 《이렇게 거듭났다》라는 작품으로 알려져있으며 책에 자신의 간증을 담았다.

## 《이렇게 거듭났다》
책의 원어 제목은 Born Again This Way인데 이것은 한때 신드롬을 일으켰던 게이 앤섬곡 Born This Way ("이렇게 태어났을 뿐인걸")을 풍자한 것이다.
길슨은 책에서 개종하기 이전의 자신의 삶, 자신의 과거 동성애, 동성적 끌림과 겨루며 사는 기독교인들의 독신 등의 주제들에 대해 말하고 있으며 우리에게 가장 적합한 배우자는 창조주이자 구원자인 예수라고 표현한다.
"거듭났다"는 것은 다시 태어났다는 뜻인데 요한복음 3:3을 인용한 것이다.